# Боевой (Омская область)
Боево́й — посёлок в Исилькульском районе Омской области, административный центр Боевого сельского поселения
Население — 1506 (2010)

## География
Посёлок расположен в южной лесостепной зоне в пределах Ишимской равнины, относящейся к Западно-Сибирской равнине. К северу расположен Камышловский лог. В окрестностях деревни — редкие осиново-берёзовые колки и полезащитные лесополосы, в понижениях — небольшие боллотца. Почвы — чернозёмы остаточно-карбонатные. Высота центра населённого пункта — 123 метра над уровнем моря.
Географическое положение
По автомобильным дорогам расстояние до областного центра города Омск — 140 км, до районного центра города Исилькуль — 15 км.
Климат
Климат умеренный континентальный (согласно классификации климатов Кёппена-Гейгера — тип Dfb). Среднегодовая температура положительная и составляет +1,2 °С, средняя температура самого холодного месяца января −17,6 °C, самого жаркого месяца июля +19,5 °С. Многолетняя норма осадков — 377 мм, наибольшее количество осадков выпадает в июле — 65 мм, наименьшее в феврале и марте — 13 мм

## История
Основан как центральная усадьба совхоза № 14 «Боевой», организованного в 1920 году на землях бывшего помещика Попова. Первоначально занимался животноводством. В 1926 году главной отраслью хозяйства стало семеноводство. В октябре 1929 года Сибсовхозтрест вновь начал заниматься животноводством, и хозяйство закупило 1400 голов молочного скота и 500 голов овец. 1 мая 1930 года совхоз перешёл в систему сортово-семеноводческого треста Западно-Сибирского края Омской железной дороги и принял прочное семеноводческое направление. В 1931 году действовали столовая, 2 бани, 1 ясли-сад, 1 детская площадка, 2 ликпункта, 1 школа, 1 прачечная, 1 пекарня, фельдшерский пункт, клуб красный уголок, физкультурная площадка, радиоточка, библиотека, выплатный пункт, страхкассы.
До 1979 года совхоз находился в подчинении управления сельского хозяйства, а с 31 мая 1979 года по приказу № 225 по Омскому производственному управлению сельского хозяйства от 28 мая переходит в подчинение Сибирского отделения при Всесоюзной ордена Ленина и ордена Красного Знамени академии сельскохозяйственных наук им. В. И. Ленина, научно-производственного объединения «Колос»

## Население
| 1926 | 2002  | 2010  |
| ---- | ----- | ----- |
| 129  | ↗1605 | ↘1506 |

посёлок Боевой
Гендерный состав
По данным Всероссийской переписи населения 2010 года в гендерной структуре населения из 1506 человек мужчин — 696, женщин — 810	(46,2 и 53,8 % соответственно)
Национальный состав
Согласно результатам переписи 2002 года, в национальной структуре населения русские составляли 84 % от общей численности населения в 1605 чел..

## Инфраструктура
Развитое сельское хозяйство. Личное подсобное хозяйство.

## Транспорт
В 2 км к юго-западу остановочный пункт Озеро Камысловское железнодорожной ветки Курган — Карбышево I Западно-Сибирской железной дороги.